# Premier (Zuid-Afrika)
Een Premier is in Zuid-Afrika het hoofd van de regering (Uitvoerende Raad) van een van de negen provincies van dat land. Provincies kennen in Zuid-Afrika een grote mate van autonomie.
Gelijktijdig met de landelijke verkiezingen, die iedere vijf jaar plaatsvinden (laatstelijk in 2019), vinden er ook in de provincies verkiezingen plaats. Men kiest dan per provincie een Provinciale Wetgevende Macht, een provincieparlement. Bij de eerste zitting van een nieuwe Provinciale Wetgevende Macht kiest men uit haar midden een premier. In acht van de negen provincies behoort de premier tot het Afrikaans Nationaal Congres, alleen in de West-Kaap behoort de premier tot de Democratische Alliantie. Het ambtstermijn van een premier beslaat in principe tot aan de volgende verkiezingen, dus voor de duur van vijf jaar. Het kan echter zo zijn dat een premier tot aftreden wordt gedwongen middels een motie van wantrouwen of dat een premier om een andere reden zijn ambt neer te leggen. Er wordt dan uit het midden van de Provinciale Wetgevende Macht een nieuwe premier gekozen om de ambtsperiode vol te maken.
De premier stelt een provinciale regering (Uitvoerende Raad) samen die bestaat uit tien leden, die net als de premier ook parlementariërs zijn. Deze leden zijn te vergelijken met ministers maar dragen de naam Leden van de Uitvoerende Raad. De premier mag naargelang de leden van de Uitvoerende Raad benoemen en ontslaan.
De premiers is ex officio lid van de Nationale Raad van Provincies, het hogerhuis van het parlement van Zuid-Afrika.

## Lijst van huidige premiers
| Persoon                 | Provincie       | Partij | Partij | Begin termijn |
| ----------------------- | --------------- | ------ | ------ | ------------- |
| Oscar Mabuyane          | Oost-Kaap       |        | ANC    | 22 mei 2019   |
| Sisi Ntombela           | Vrijstaat       |        | ANC    | 27 maart 2018 |
| David Makhura           | Gauteng         |        | ANC    | 21 mei 2014   |
| Sihle Zikala            | KwaZoeloe-Natal |        | ANC    | 27 mei 2019   |
| Stanley Mathabatha      | Limpopo         |        | ANC    | 18 juli 2013  |
| Refilwe Mtsweni-Tsipane | Mpumalanga      |        | ANC    | 20 maart 2018 |
| Job Mokgoro             | Noordwest       |        | ANC    | 22 juni 2018  |
| Zamani Saul             | Noord-Kaap      |        | ANC    | 22 mei 2019   |
| Alan Winde              | West-Kaap       |        | DA     | 22 mei 2019   |
| Bron: News24            |                 |        |        |               |